# Juniperus arizonica
Juniperus arizonica är en cypressväxtart som först beskrevs av Robert Phillip Adams, och fick sitt nu gällande namn av Robert Phillip Adams. Juniperus arizonica ingår i släktet enar och familjen cypressväxter. Inga underarter finns listade i Catalogue of Life.
Arten förekommer i delstaterna Arizona och New Mexico i USA samt i angränsande regioner av delstaten Sonora i Mexiko. Utbredningsområdet ligger 980 till 1600 meter över havet. Juniperus arizonica hittas vanligen som den enda busken i områden med gräs av släktet Bouteloua. Ibland förekommer grupper tillsammans med Juniperus osteosperma eller med arter av opuntiasläktet samt palmliljesläktet (Yucca).
När europeiska nybyggare kom fram till regionen användes buskens trä för staket. Under nyare tider byggs staket främst av metall. I utbredningsområde förekommer olika nationalparker och andra skyddszoner. IUCN kategoriserar arten globalt som livskraftig.